# Тардиф, Александр Жан
Александр Жан Жак Тардиф (фр. Alexandre-Jean-Jacques Tardif; 1801—1887) — французский писатель и переводчик, юрист.
Родился в Париже, получил юридическое образование в коллеже Бурбон, однако затем решил обратиться к литературе. С 1823 по 1828 годы написал ряд ныне полностью забытых пьес-водевилей для театров, работая в том числе в соавторстве. Затем начал заниматься переводами (в том числе переводил Овидия с латыни), а также выпустил несколько сборников поэзии, романов, музейных путеводителей.
Поскольку его произведения не пользовались коммерческим успехом, хотя определённое внимание и привлекали, в 1846 году он отошёл от литературы (окончательно перестал заниматься литературой в 1848 году, когда вышли его переводы Овидия) и начал работать по своей основной специальности, устроившись на работу адвокатом в парижский апелляционный суд.
Его произведения: «Essais dramatiques» (1835 и 1837), «Distiques et quatrains» (1837) «Les pas de clerc» (1838), «Les voyages d’un parisien» (1838), «Varietés poétiques» (1844), «Les lions et les lionnes de la fable» (1846, поэма на сюжет из мифологии), «Les lauriers et les myrtes» (1847).